# Die Courtisane von Venedig
Die Courtisane von Venedig è un film muto del 1924 diretto da Friedrich Fehér.

## Produzione
Il film fu prodotto dalla Vita-Film AG (Wien).

## Distribuzione
Venne presentato in prima a Vienna il 7 marzo 1924. In Germania, dove fu distribuito con visto di censura dell'ottobre 1924, ne venne vietata la visione ai minori e uscì con i titoli Die Kurtisane von Venedig o Das nackte Weib.